# Casinycteris argynnis
Casinycteris argynnis е вид прилеп от семейство Плодоядни прилепи (Pteropodidae). Видът не е застрашен от изчезване.

## Разпространение
Разпространен е в Демократична република Конго, Екваториална Гвинея, Камерун и Централноафриканска република.

## Описание
На дължина достигат до 4,4 cm, а теглото им е около 28,3 g.